# Haukalamm
Haukalamm är en sjö i Orsa kommun i Dalarna och ingår i Dalälvens huvudavrinningsområde.
Namnet är finskt. Förleden har kopplats ihop med olika ord: hangas (björngiller), hangan (krokens) eller hauki (gädda). Efterleden är lampi (tjärn).